# Vittorio Stagni
Vittorio Stagni (ur. 9 listopada 1916 w Bolonii, zm. 23 maja 1987 tamże) – włoski szablista, trzykrotny medalista mistrzostw świata.
Podczas mistrzostw świata w Kairze w 1949 roku wywalczył brązowy medal w szabli indywidualnej. W zawodach tych wyprzedzili go tylko rodacy: Gastone Darè i Giorgio Pellini. Na tej samej imprezie Włosi w składzie: Gastone Darè, Renzo Nostini, Mauro Racca, Vincenzo Pinton i Vittorio Stagni zdobył złoty medal w zawodach drużynowych. Na rozgrywanych dwa lata później mistrzostwach świata w Sztokholmie wspólnie z Darè, Nostinim, Pintonem, Raccą i Roberto Ferrarim zdobył drużynowo srebrny medal.
Został zgłoszony do startu w szabli indywidualnej i drużynowej na igrzyskach olimpijskich w Londynie w 1948 roku, jednak ostatecznie nie wystąpił. 